# 전차남 (영화)
전차남(電車男, A True Love Story)은 일본에서 제작된 무라카미 쇼스케 감독의 2005년 멜로/로맨스, 코미디 영화이다. 야마다 타카유키 등이 주연으로 출연하였고 이나다 히데키 등이 제작에 참여하였다.

## 출연

### 주연
- 야마다 타카유키
- 나카타니 미키

### 조연
- 쿠니나카 료코
- 에이타
- 사사키 쿠라노스케
- 키무라 타에
- 오카다 요시노리
- 미야케 히로키
- 사카모토 마코토
- 니시다 나오미
- 오스기 렌
- 시미즈 모모코

## 제작진
- 원작자: 나카노 히토리
- 주제가: 오렌지 레인지
- 미술: 야나가와 카즈오
- Ass-PD: 마에다 큐칸
- Line PD: 타케이시 히로토
- 배역: 마에다 요시유키